# 北普萊瑟維爾 (加利福尼亞州)
北普萊瑟維爾（英語：North Placerville）是位於美國加利福尼亞州埃爾多拉多縣的一個非建制地區。該地的面積和人口皆未知。

## 地理
北普萊瑟維爾的座標為38°45′18″N 120°49′54″W / 38.75500°N 120.83167°W，而該地的平均海拔高度為552米（即1811英尺）。